# Blumenfest in Genzano

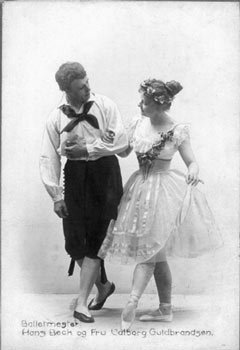
Hans Beck und Valborg Borchsenius in Blumenfest in Genzano, ca. 1900

Blumenfest in Genzano (dänisch: Blomsterfesten i Genzano; englisch: The Flower Festival in Genzano) ist ein Ballett-Einakter von August Bournonville, der seine Uraufführung am 19. Dezember 1858 in Kopenhagen erlebte, mit Juliette Price und Harald Scharff in den beiden Hauptrollen. Die Musik komponierten Edvard Helsted und Holger Simon Paulli.
Der Titel bezieht sich auf ein tatsächlich bis heute bestehendes Blumenfest, die berühmte Infiorata von Genzano, in den Albaner Bergen südlich von Rom. Das Libretto basiert auf zwei Quellen: dem dritten Kapitel von Hans Christian Andersens Roman Der Improvisator (1835), das eine detaillierte Beschreibung des Blumenfestes von Genzano enthält, und einer Geschichte von Alexandre Dumas aus dessen Impressions de Voyage (1834).
Das Ballett handelt von dem Liebespaar Rosa und Paolo, die einem entflohenen Banditen helfen, der sich allerdings als gefährlich entpuppt und Rosa gefangen nimmt; Paolo kann seine Verlobte jedoch befreien und am Ende trifft sich das Paar auf der Infiorata in Genzano und tanzt glücklich im Kreise von sechs jungen Mädchen einen Pas de deux.
Außerhalb Dänemarks war das Ballett (oder nur der Pas de deux ?) zum ersten Mal am 8. Juni 1914 im Londoner Coliseum zu sehen, mit Emilie Smith und Karl Merrild.

## Der Pas de deux „Blumenfest in Genzano“
Das Ballett als Ganzes blieb bis 1929 im Repertoire des Königlichen Dänischen Balletts, nur der Pas de deux wurde 1957 von Hans Brenaa wieder auf die Bühne gebracht und ist seitdem eins der bekanntesten, wenn nicht das berühmteste, Stück von Bournonville. Er wird auf der ganzen Welt in vielen Galas und auf Wettbewerben getanzt.

Die Musik zum Pas de deux ist nicht, wie nach wie vor oft zu lesen ist (Stand 2021), von Helsted oder Paulli: In neuerer Zeit fand der dänische Musik- und Tanzwissenschaftler Knud Arne Jürgensen heraus, dass der bei weitem größte Teil des Pas de deux 1856 in Wien von Matthias Strebinger als Einlage für eine Produktion von Bournonvilles Ballett Napoli hinzu komponiert wurde, zu einer Choreografie von Lorenzo Vienna, der auch die männliche Hauptrolle tanzte (neben Carolina Pocchini). Bournonville, der selber in Wien zugegen war, erwarb die Musik zu dem Pas de deux und ließ diesen zwei Jahre später von Paulli für das Blumenfest von Genzano etwas um-arrangieren und einrichten; Paulli ersetzte u. a. die etwas längere Introduktion von Strebinger durch eine kürzere eigene Intrada. Das kurze Violin-Solo, das heutzutage normalerweise als Einleitung gespielt wird, ist aber weder von Strebinger noch von Paulli, sondern stammt aus dem Ballett Rosentroeet eller Hymens og Amors Forlig (Kopenhagen, 1800) von Pierre Jean Laurent; dieses einleitende Violinsolo wurde erst 1957 von Hans Brenaa hinzugefügt, als er den Pas de deux zum ersten Mal als eigenständiges Divertissement auf die Bühne brachte.

Jürgensen fand außerdem heraus, dass das Stück ursprünglich nicht von dem Liebespaar Rosa und Paolo alleine getanzt wurde, wie heute meist üblich, sondern in Begleitung von 6 Tänzerinnen aus dem Corps de Ballet.

Nach eingehender Analyse der nur mündlich überlieferten Choreografie des Blumenfest-Pas de deux mit anderen Werken von Bournonville stellte Jürgensen außerdem fest, dass er sehr viele für den dänischen Choreografen ganz ungewöhnliche Details enthält, woraus er den Schluss zog, dass auch die Choreografie des Pas de deux eventuell gar kein wirklich eigenständiges Werk von Bournonville ist, sondern zumindest stark beeinflusst von Lorenzo Viennas 1856 für Wien erfundenen Schritt- und Bewegungsabfolgen. Umgekehrt wäre es allerdings auch denkbar, dass der Pas de deux – wie es sehr häufig geschah – von späteren Choreografen, wie z. B. Brenaa, nach und nach verändert worden sein könnte und deshalb relativ untypisch wirkt.

## Einspielung
- Eduard Helsted (sic!): Pas de deux „Flower Festival at Genzano“ (sic!), mit dem London Symphony Orchestra, Dir.: Richard Bonynge, auf der Langspielplatte/CD: Pas de deux (Decca, 1965/2018), auch wiederveröffentlicht auf CD Nr. 4 in der 10-teiligen CD-Box: Fête du Ballet – A Compendium of Ballet Rarities, Richard Bonynge und diverse Orchester (Decca, um 2000)